# 迷失 (第二季)
美國電視連續劇迷失第二季在美國和加拿大於2005年9月21日至2006年5月24日播放。第二季延續40多個44天前飛機墜落後困在南太平洋一個荒島上的故事。編劇表明第一季是介紹生還者的，而第二季則是關於一個1980年代名為達摩計劃的科學研究站，而生還者們就稱之爲“艙口”。
第二季在美國每星期三晚上9點鐘播映。除了本身的23集之外，另加三集重溫第一季所發生的事情。“Destination Lost”於本季首播前放映，“Lost: Revelation”播映於第10集之前而“Lost: Reckoning”則在第20集前播放。本季於2006年9月5日的DVD為7碟盒裝，標題為Lost: The Complete Second Season – The Extended Experience，由Buena Vista Home Entertainment發行。

## 人員
本季由Touchstone Television（現稱ABC Studios）、Bad Robot Productions和Grass Skirt Productions共同製作，並於ABC網絡在美國播放。它的執行製作者為J·J·亞伯拉罕、戴蒙·林道夫、佈萊恩·布爾克、傑克·本德和卡爾頓·丘斯。主要作者為林道夫、丘斯、副執行製作者史提芬·邁達、監督製作者Javier Grillo-Marxuach、愛德華·克特西斯、亞當·霍若維玆、李奧納德·迪克、Jeph Loeb、Craig Wright、製作者伊利沙伯·薩諾夫和克利斯丁娜·M·金。主要導演為本德、製作者史提芬·威廉斯、拍攝人保羅·愛德華玆和艾瑞克·拉紐韋爾。林道夫和丘斯是本季的節目管理者。

## 試鏡
The second season had fifteen roles getting star billing，並當中有12位在第一季曾出現過。Characters are ordered by billing and number of appearances. 馬修·福克斯飾演傑克·謝潑德，生還者們的領導。泰瑞·歐奎恩飾演“命運之人”約翰·洛克。喬治·葛西亞飾演赫利，並經常作爲緊張中的幽默放鬆者。喬許·赫勒威飾演騙子詹姆斯·「索耶」·福特，而伊凡潔琳·莉莉飾演通緝犯凱特·奧斯頓。蜜雪兒·羅德里格斯飾演飛機尾部生還者的領導人安娜·露西亞·科特斯。金大飾演不會說英語的權真秀。納文·安德魯斯飾演前伊拉克共和國衛隊軍人薩伊德·賈拉。多明尼克·莫納罕飾演成功戒毒的搖滾樂手查理·佩斯。辛西婭·威路斯飾演機尾生還者莉比。阿迪威列·阿金魯伊·卡巴茲飾演從販毒者變爲牧師的伊高先生。金允珍飾演真秀會說英語的妻子白善華。艾蜜莉·芮文飾演嬰兒的媽媽克萊爾·李特頓。小哈羅德·佩瑞諾飾演麥可·道森，他的兒子被“其他人”綁架去了。 瑪姬·葛雷斯飾演香農·盧瑟福，她仍然未能放下哥哥布恩的死。
飾演麥可兒子沃特·勞伊德的莫爾康·大衛·凱利，只收取它出現過集數的工錢。前一季的主要演員伊恩·索默霍德在第二季為特別嘉賓，飾演布恩·卡利斯爾。
第二季使用了大量的嘉賓明星。邁克爾·艾瑪森飾演曾自稱爲亨利·蓋爾的班·連路斯，並且被懷疑是一直騷擾生還者的荒島原著人其他人之一。L·史考特·蘭威爾繼續飾演露絲·韓德森，同時山姆·安德森加入了拍攝工作並飾演她的丈夫柏納·納德勒。Kimberley Joseph飾演飛機成員Cindy Chandler。亨瑞·伊恩·庫西克飾演德斯蒙德·夭米，一個在艙口裏生活了三年的人。M.C. Gainey和Tania Raymonde分別飾演“其他人”成員Tom和艾莉克斯·盧梭。John Terry appeared in numerous flashbacks as Jack's father, Christian Shephard.  François Chau appeared in orientation films for the Dharma Initiative. Clancy Brown acted as Desmond's companion in the hatch, Kelvin Inman.

## 評價

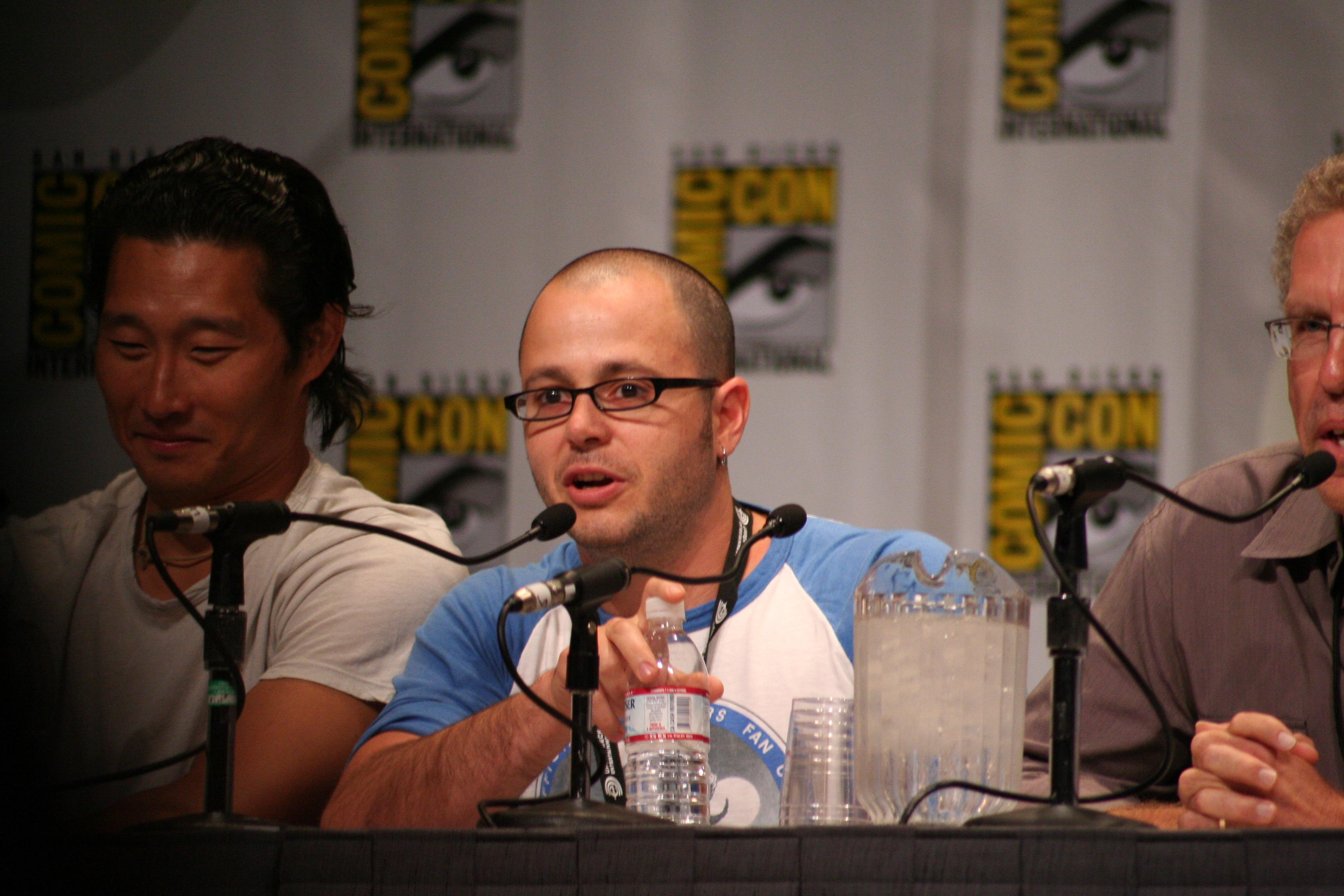
戴蒙·林道夫被提名艾美最佳編劇獎

本季在第58屆艾美獎中被提名9個獎項，其中包括最佳編劇獎、最佳導演獎和guest acting。然而最後，這季並沒有贏得任何的獎項。本季也在第64屆金球獎中被提名兩項獎項：drama和最佳女演員獎，不過同樣地，迷失沒有贏得任一個獎。這一季的DVD套裝在發行後頭一個星期進入了銷售量頭名，並在第一天裏售出了50萬份。  在 Amazon, Lost第二季得到2006年DVD銷售排行第七名.The DVD set received "universal acclaim" with an average score of 85/100 based on six reviews at Metacritic.這一季的首播在整個迷失連續劇中創下了 2347萬美國人收看的新高。全體來看，整個第二季在美國的平均收視率為1550萬人。

## 集目
“集目編號”代表本集在整個連續劇裏的集號，而“季節集目編號”則代表本集在本季中的集號，“角色描述”為在回敘中被描述的角色。第二季總共用時為1068分鐘。
| 集目編號 | 季節集目編號 | 標題                         | 導演              | 作者                                   | 角色描述          | 首播日期       |
| --- | ------------ | ---------------------------- | ----------------- | -------------------------------------- | ----------------- | -------------- |
| 26 | 1            | Man of Science, Man of Faith | 傑克·本德         | 戴蒙·林道夫                            | 傑克              | 2005年9月21日  |
| 傑克、凱特和洛克爬進了艙口，並找到了在裏面生活的德斯蒙德。香農在森林中看見了渾身濕透的沃特。而在回敘中，傑克為他後來的妻子做手術，中途遇上了德斯蒙德，得到了他的鼓勵。 |              |                              |                   |                                        |                   |                |
| 27 | 2            | 漂浮                         | 史提芬·威廉斯     | 史提芬·邁達和李奧納德·迪克             | 麥可              | 2005年9月28日  |
| 麥可、真秀和索耶漂到了另一個海灘上，但是遇到了更多他們認爲是“其他人”的人。在艙口裏，德斯蒙德命令洛克必須把赫利被詛咒的數字定時輸進一部電腦裏。回敘描述把他兩歲沃特的撫養權讓給了沃特的媽媽。 |              |                              |                   |                                        |                   |                |
| 28 | 3            | 任務方針                     | 傑克·本德         | Javier Grillo-Marxuach和Craig Wright   | 洛克              | 2005年10月5日  |
| 傑克和洛克發現那個艙口其實是一個1980年代用來控制電磁鐵的工作站，並由科學研究隊達摩計劃建造。麥可、索耶和真秀發覺原來他們被生還的機尾乘客挾持著。回敘描述洛克在他父親和海倫兩者的關係上掙扎，而海倫曾經幫他解決他父親的事情。 |              |                              |                   |                                        |                   |                |
| 29 | 4            | 每個人都討厭赫里             | Alan Taylor       | 愛德華·克特西斯和亞當·霍若維玆         | 赫利              | 2005年10月12日 |
| 飛機尾部生還者把麥可、索耶和真秀帶進了一個荒廢的達摩工作站。赫利被委派作爲達摩工作站裏食物的管理員。赫利回憶起他在贏得樂透後，他最好的朋友離開了他。 |              |                              |                   |                                        |                   |                |
| 30 | 5            | ...And Found                 | 史提芬·威廉斯     | 卡爾頓·丘斯和戴蒙·林道夫               | 善華和真秀        | 2005年10月19日 |
| 麥可出發尋找沃特，而真秀和伊高先生隨後跟著他，但是途中見到了“其他人”。善華擔心著她丈夫的安危，同時她也找回了丟失的結婚戒指。回敘中，描述著善華和真秀在第一次見面之前的生活。 |              |                              |                   |                                        |                   |                |
| 31 | 6            | Abandoned                    | Adam Davidson     | 伊利沙伯·薩諾夫                        | 香農              | 2005年11月9日  |
| 香農相信沃特就在這個島上，並且準備出發尋找他。索耶瀕臨死亡，因此安娜·露西亞和其他機尾生還者一起把他送回他的營地去。安娜·露西亞把香農當成是“其他人”，並不小心一槍射死了她。香農回憶著父親去世後的一連串事件。 |              |                              |                   |                                        |                   |                |
| 32 | 7            | The Other 48 Days            | Eric Laneuville   | 戴蒙·林道夫和卡爾頓·丘斯               | 機尾生還者        | 2005年11月16日 |
| 鏡頭描述著飛機尾部生還者在剛剛墜機後的事。在之後的幾晚，“其他人”不斷進入他們的營地並擄走許多生還者。 |              |                              |                   |                                        |                   |                |
| 33 | 8            | Collision                    | 史提芬·威廉斯     | Javier Grillo-Marxuach和李奧納德·迪克  | 安娜·露西亞       | 2005年11月23日 |
| 伊高把索耶帶到了艙口裏進行救治。兩隊生還者在飛機前部的營地中重新組合了起來，露絲也見到了她一直認爲生還的丈夫。回敘中，安娜·露西亞作爲一個警官時殘忍地殺死了一個男人，而這人曾經殺死她肚子裏的小孩。 |              |                              |                   |                                        |                   |                |
| 34 | 9            | 凱特做了什麼                 | 保羅·愛德華玆     | 史提芬·邁達和Craig Wright              | 凱特              | 2005年11月30日 |
| 凱特向受傷的索耶表白了。洛克和伊高先生一起觀看後來找到的另一卷影帶，並且被警告不要斗膽用艙口裏的電腦和外界聯絡，麥可卻用電腦和他認爲是沃特的人交談了幾句。回敘顯示凱特因炸死她的父親而被通緝。 |              |                              |                   |                                        |                   |                |
| 35 | 10           | 23首讚美詩                   | Matt Earl Beesley | 卡爾頓·丘斯和戴蒙·林道夫               | 伊高先生          | 2006年1月11日  |
| 查理帶伊高先生到了那架毒品走私犯的飛機。伊高在飛機裏找到了他弟弟的屍體。查理偷偷地拿了幾個裝著海洛因的聖母像，而克萊爾知道後對查理失去了信心。回敘裏，伊高先生曾是尼日尼亞的一名販毒地主，並一次意外使當牧師的弟弟被殺和帶上了飛機，伊高先生則因此代替了他的位置。 |              |                              |                   |                                        |                   |                |
| 36 | 11           | The Hunting Party            | 史提芬·威廉斯     | 伊利沙伯·薩諾夫和克利斯丁娜·M·金       | 傑克              | 2006年1月18日  |
| 麥可爲了尋找兒子沃特兒離開了那隊生還者。傑克、洛克和索耶跟蹤他卻在森林裏遇到了“其他人”。在回敘裏面，傑克的妻子離開了他，跟了另一個男人生活。 |              |                              |                   |                                        |                   |                |
| 37 | 12           | 水火不容                     | 傑克·本德         | 愛德華·克特西斯和亞當·霍若維玆         | 查理              | 2006年1月25日  |
| 查理夢見艾倫的生命有危險，並認爲克萊爾的嬰兒艾倫需要接受洗禮。克萊爾對查理的行爲表示厭惡，而洛克就把所有裝著海洛因的聖母像搬到了艙口裏面。回憶中，查理曾風光一時的樂隊開始沒落，並努力地嘗試重獲過去的威名。 |              |                              |                   |                                        |                   |                |
| 38 | 13           | 釣大魚                       | Roxann Dawson     | 史提芬·邁達和李奧納德·迪克             | 索耶              | 2006年2月8日   |
| 善華被襲擊後，傑克、洛克、凱特和安娜·露西亞對槍械管理感到緊張。真相是：索耶和查理用襲擊善華一事來欺騙大家，索耶想管理所有槍械，而查理則是對洛克的進行報復。回敘裏面，索耶被迫欺騙一個他漸漸產生感情的女人。 |              |                              |                   |                                        |                   |                |
| 39 | 14           | One of Them                  | 史提芬·威廉斯     | 戴蒙·林道夫和卡爾頓·丘斯               | 薩伊德            | 2006年2月15日  |
| 盧梭帶薩伊德到了一個她認爲是“其他人”一員的人，薩伊德也堅決認爲那人是“其他人”之一，並且開始嚴刑拷問那個自稱爲“亨利·蓋爾”的人。回憶裏顯示出薩伊德第一次折磨拷問犯人的時候。 |              |                              |                   |                                        |                   |                |
| 40 | 15           | Maternity Leave              | 傑克·本德         | Dawn Lambertsen Kelly和Matt Ragghianti | 克萊爾            | 2006年3月1日   |
| 有一次艾倫病了，克萊爾、凱特和盧梭一起到了克萊爾曾經被挾持的地方，那是一個荒廢了的達摩醫藥站，因此她們幾個都希望找到一些藥物。傑克堅決反對折磨任何人，而且覺得那個人不是“其他人”；洛克卻贊成薩伊德的做法，因此他倆爭論了起來。克萊爾漸漸地記起了伊森抓住她，而盧梭和她女兒（“其他人”之一）一同救出自己的事情。 |              |                              |                   |                                        |                   |                |
| 41 | 16           | 真相                         | Karen Gaviola     | 伊利沙伯·薩諾夫和克利斯丁娜·M·金       | 善華              | 2006年3月22日  |
| 安娜·露西亞、薩伊德和查理出發尋找亨利提起的乘坐來到島上的熱氣球。另一方面，善華驗出自己懷孕了。回敘中，善華發覺真秀是不育的。 |              |                              |                   |                                        |                   |                |
| 42 | 17           | Lockdown                     | 史提芬·威廉斯     | 卡爾頓·丘斯和戴蒙·林道夫               | 洛克              | 2006年3月29日  |
| 艙口莫名其妙地困住了洛克並壓傷了他的腳，因此洛克被迫要讓亨利從通風管爬過障礙並把那些數字輸進電腦。安娜·露西亞、薩伊德和查理回來了，儘管他們找到了熱氣球，但是種種跡象顯示所謂的“亨利·蓋爾”是一個謊話，實際上那人就是“其他人”的一員。回憶裏面，洛克對海倫的求婚被拒絕了，而海倫說除非他放開他父親對他造成的痛苦，否則他倆不會結婚。 |              |                              |                   |                                        |                   |                |
| 43 | 18           | 戴維                         | 傑克·本德         | 愛德華·克特西斯和亞當·霍若維玆         | 赫利              | 2006年4月5日   |
| 赫利追著他以前幻想出來的好朋友到了叢林裏，另一方面他和莉比的感情慢慢地建立了起來。洛克開始質疑自己在艙口做的重覆工作，因爲亨利後來說他爬出去後根本沒有輸入任何東西到電腦裏面。赫利回憶起他從前在一家精神康復院的時候。同時也顯示，莉比那時也在同一家康復院裏，但是赫利並不察覺。 |              |                              |                   |                                        |                   |                |
| 44 | 19           | S.O.S.                       | Eric Laneuville   | 史提芬·邁達和李奧納德·迪克             | 露絲和柏納·納德勒 | 2006年4月12日  |
| 柏納組織了一隊人，準備在海灘上拼出一個大大的S.O.S.求救信號，不過當露絲告訴他這個島治好了她的癌症，而她自己並不想離去的時候，柏納停止了他的工作。浪漫的火花在傑克和凱特之間擦出，同時洛克也漸漸對這個荒島失去信心。回敘中，露絲和柏納在澳洲度過他們的蜜月。 |              |                              |                   |                                        |                   |                |
| 45 | 20           | Two for the Road             | 保羅·愛德華玆     | 伊利沙伯·薩諾夫和克利斯丁娜·M·金       | 安娜·露西亞       | 2006年3月3日   |
| 麥可突然歸來，並說“其他人”事實上沒有任何抵抗能力。安娜·露西亞努力從亨利套出真相。赫利和莉比約會，為莉比帶來了驚喜。回到艙口裏，麥可槍殺了安娜·露西亞和莉比，並且救出了亨利。回憶裏，安娜·露西亞為傑克的爸爸做保鏢，跟他來到了澳洲。 |              |                              |                   |                                        |                   |                |
| 46 | 21           | 問號                         | Deran Sarafian    | 戴蒙·林道夫和卡爾頓·丘斯               | 伊高先生          | 2006年5月10日  |
| 伊高先生和洛克發現了一個新的達摩工作站，作用是監視其他的工作站。同時在一個熒屏中，他們見到了一個從未去過的地方，裏面住了一個遮著一隻眼睛的人。回敘裏面，伊高以神父的身份到了澳洲，調查一宗死而復生的奇跡事件。 |              |                              |                   |                                        |                   |                |
| 47 | 22           | Three Minutes                | 史提芬·威廉斯     | 愛德華·克特西斯和亞當·霍若維玆         | 麥可              | 2006年5月17日  |
| 麥可説服傑克、凱特、索耶和赫利幫他一起去拯救沃特。同時，海灘上舉行了安娜·露西亞和莉比兩個葬禮，薩伊德告訴傑克他擔心麥可與“其他人”達成了一些協議。回敘顯示出麥可被“其他人”挾持的一段時間，並且同意以放出亨利、帶來傑克、凱特、索耶和赫利，來換回兒子沃特。 |              |                              |                   |                                        |                   |                |
| 48–49 | 23–24        | 同生不共死                   | 傑克·本德         | 卡爾頓·丘斯和戴蒙·林道夫               | 德斯蒙德          | 2006年5月24日  |
| 麥可領著傑克、凱特、索耶和赫利到了“其他人”的地方。出現為“其他人”領導的亨利命令放走赫利，並把傑克、凱特和索耶關起來，再讓麥可乘船帶沃特離開這個島。德斯蒙德回來了，並且得知他因爲太遲輸入號碼而使海洋航空公司815航班失控墜毀了。洛克嘗試不輸入號碼，但是自己、伊高先生和德斯蒙德卻被困在艙口裏了，最後艙口内爆了。回憶裏，德斯蒙德在一次環球帆船賽中遇到風暴來到了島上。他後來意外地殺死了凱爾分——把他帶到艙口裏的人。本集為普通集數的雙倍長度。 |              |                              |                   |                                        |                   |                |